# رينيل ويليامز
رينيل ويليامز (بالإنجليزية: Raynell Williams)‏ (مواليد 4 فبراير 1989) هو ملاكم أمريكي، مثّل بلاده في الألعاب الأولمبية الصيفية 2008.

## روابط خارجية
رينيل ويليامز على موقع بوكس ريك (الإنجليزية) (registration required)
- رينيل ويليامز على موقع أوليمبيديا (الإنجليزية)